# Parachondrostoma arrigonis
Parachondrostoma arrigonis är en fiskart som först beskrevs av Steindachner, 1866.  Parachondrostoma arrigonis ingår i släktet Parachondrostoma och familjen karpfiskar. IUCN kategoriserar arten globalt som akut hotad. Inga underarter finns listade i Catalogue of Life.